# Poteran (Talango)
Poteran is een bestuurslaag in het regentschap Sumenep van de provincie Oost-Java, Indonesië. Poteran telt 4354 inwoners (volkstelling 2010).